# 宮木あや子
宮木 あや子（みやぎ あやこ、1976年11月4日 - ）は、日本の小説家。

## 来歴
神奈川県生まれ、東京都武蔵野エリア在住。13歳の時に小説を書きたいと感じ、15歳で小説家を志す。2006年、江戸時代を舞台にした小説『花宵道中』で第5回R-18文学賞大賞と読者賞を受賞しデビュー。デビュー時のプロフィールには「IT関連会社勤務」とあった。着道楽と海外旅行を趣味とし、三浦しをん、恩田陸、嶽本野ばらが好きなことを明かしている。

## 著書

### 単著

#### 校閲ガールシリーズ
- 校閲ガール（2014年3月 KADOKAWA / 2016年8月 角川文庫）
- 校閲ガール ア・ラ・モード（2015年12月 KADOKAWA / 2017年6月 角川文庫）
- 校閲ガール トルネード（2016年10月 KADOKAWA / 2018年10月 角川文庫）

#### その他
- 花宵道中（2007年2月 新潮社 / 2009年9月 新潮文庫）
  - 収録作品：花宵道中 / 薄羽蜉蝣 / 青花牡丹 / 十六夜時雨 / 雪紐観音 / 大門切手
- 雨の塔（2007年11月 集英社 / 2011年2月 集英社文庫）
- 白蝶花（2008年2月 新潮社 / 2010年10月 新潮文庫 / 2017年2月 幻冬舎文庫）
- 群青（2008年10月 小学館 / 2009年5月 小学館文庫）
- 泥（こひ）ぞつもりて（2008年11月 文藝春秋 / 2014年4月 文春文庫）
- セレモニー黒真珠（2009年3月 メディアファクトリー / 2011年10月 MF文庫ダ・ヴィンチ）
  - 収録作品：セレモニー黒真珠 / 木崎の秘密 / 主なき葬儀 / あたしのおにいちゃん / はじめてのお葬式
- 野良女（2009年7月 光文社 / 2012年11月 光文社文庫）
- 太陽の庭（2009年11月 集英社 / 2013年2月 集英社文庫）
- 春狂い（2010年5月 幻冬舎 / 2015年4月 幻冬舎文庫）
- ガラシャ（2010年11月 新潮社 / 2013年9月 新潮文庫）
- 憧憬☆カトマンズ（2011年6月 日本経済新聞出版社 / 2014年10月 MF文庫ダ・ヴィンチ） - 連作短編集
  - 収録作品：憧憬☆カトマンズ / 脳膜☆サラマンダー / 豪雪☆オシャマンベ / 両国☆ポリネシアン
- 学園大奥（2012年4月 実業之日本社文庫）
- 官能と少女（2012年7月 早川書房 / 2016年4月 ハヤカワ文庫JA）
  - 収録作品：コンクパール / 春眠 / 光あふれる / ピンクのうさぎ / 雪の水面 / モンタージュ
- 婚外恋愛に似たもの（2012年10月 光文社 / 2015年2月 光文社文庫） - 連作短編集
  - 収録作品：アヒルは見た目が10割 / 何故若者は35年生きると死にたくなるのか / ぬかみそっ! / 小料理屋の盛り塩を片付けない / その辺のフカフカ / 茄子のグリエ〜愛して野良ルーム2
- あまいゆびさき（2013年4月 一迅社 / 2016年10月 ハヤカワ文庫JA）
- 砂子のなかより青き草（2014年6月 平凡社）
  - 【改題】砂子のなかより青き草 清少納言と中宮定子（2019年1月 角川文庫）
- 帝国の女（2015年7月 光文社 / 2018年6月 光文社文庫）
- 喉の奥なら傷ついてもばれない（2015年10月 講談社 / 2021年11月 集英社文庫）
  - 収録作品：天国の鬼 / 肌雷 / 金色 / 指と首、隠れたところ / ろくでなし / 泥梨の天使
- ヴィオレッタの尖骨（2017年9月 河出書房新社）
  - 収録作品：ヴィオレッタの尖骨 / 針とトルソー / 星の王様 / 紫陽花坂
- 手のひらの楽園（2019年7月 新潮社 / 2022年5月 新潮文庫）
- CAボーイ（2020年8月 KADOKAWA / 2023年8月 角川文庫）
- 令和ブルガリアヨーグルト（2023年11月 KADOKAWA）

### アンソロジー
「」内が宮木あや子の作品
- 29歳（2008年11月 日本経済新聞出版社 / 2012年3月 新潮文庫）「憧憬☆カトマンズ」
- 好き、だった。はじめての失恋、七つの話（2010年2月 MF文庫ダ・ヴィンチ）「はじめてのお葬式」
- スタートライン―始まりをめぐる19の物語（2010年4月 幻冬舎文庫）「会心幕張」
- あなたのいない夜（2011年4月 光文社文庫）「アヒルは見た目が10割」
- 眠らないため息（2011年12月 幻冬舎文庫）「針とトルソー」
- 文芸あねもね（2012年3月 新潮文庫 / 2013年5月 FeBe!（オーディオブック））「水流と砂金」 - 『雨の塔』スピンオフ
- 密やかな口づけ（2014年2月 幻冬舎文庫）「指と首」
- 本をめぐる物語 一冊の扉（2014年2月 角川文庫）「校閲ガール」
- きみのために棘を生やすの（2014年6月 河出書房新社）「蛇瓜とルチル」
  - 【改題】偏愛小説集 あなたを奪うの。（2017年3月 河出文庫）
- 果てる 性愛小説アンソロジー（2014年10月 実業之日本社文庫）「天国の鬼」
- サイドストーリーズ（2015年3月 角川文庫）「皇帝の宿」
- 恋テロ 真夜中に読みたい20人のトキメク物語（2017年12月 富士見L文庫）「犬っぽくなかったです」
- 皆川博子の辺境薔薇館（2018年5月 河出書房新社）※皆川博子読本「皆川博子さんの見た歴史」
- 明日はきっと お仕事小説アンソロジー（2022年1月 角川文庫）「校閲ガール!?」
- 百合小説コレクション wiz（2023年2月 河出文庫）「エリアンタス・ロバートソン」

## メディア・ミックス

### 映画
- 群青 愛が沈んだ海の色（2009年6月27日公開、配給：20世紀フォックス、監督：中川陽介、主演：長澤まさみ、原作：群青）
- 花宵道中（2014年11月8日公開、配給：東京テアトル、監督：豊島圭介、主演：安達祐実）

### テレビドラマ
- 地味にスゴイ! 校閲ガール・河野悦子（2016年10月5日 - 12月7日、全10話、日本テレビ系「水曜ドラマ」枠、主演：石原さとみ、原作：「校閲ガール」シリーズ）[2]
  - 地味にスゴイ!DX 校閲ガール・河野悦子（2017年9月20日）
- 推しを召し上がれ〜広報ガールのまろやかな日々〜（2024年1月11日 - 3月14日、全10話、テレビ東京系「水ドラ25」枠、主演：鞘師里保、原作：令和ブルガリアヨーグルト）[3]

### 配信ドラマ
- 婚外恋愛に似たもの（2018年6月22日 - 8月10日、全8話、関西テレビ制作・dTV、主演：栗山千明）

### 舞台
- 野良女（2017年4月5日 - 9日、シアターサンモール、演出：稲葉賀恵、主演：佐津川愛美）[4]
- 少女文學演劇「雨の塔」（2021年3月19日 - 21日、新国立劇場 小劇場、脚本・演出：児玉明子、主演：松村沙友理、七木奏音、藤本結衣、高月彩良）

### 漫画
- 花宵道中（2010年2月 - 2014年10月、全6巻、小学館 フラワーコミックスαスペシャル） - 作画：斉木久美子